# Online Armor
Emsisoft Online Armor è un firewall/HIPS sviluppato dalla società austriaca Emsi Software GmbH (precedentemente da Tall Emu), localizzato in italiano e disponibile in due versioni, una freeware ed una shareware, entrambe utilizzabili anche in ambito commerciale. La versione freeware ha meno funzionalità della versione a pagamento, ed è indirizzata ad un pubblico che non deve essere necessariamente esperto di informatica, mentre la versione a pagamento permette di creare regole più avanzate.
In una prova indipendente effettuata da matousec.com e comprensiva di 148 test, il firewall ha ottenuto un punteggio del 97% e del 96%, rispettivamente per la versione a pagamento e per quella gratuita.
Il firewall è bidirezionale e la funzione di HIPS consente di controllare molti aspetti del computer e prevenire i malware. La versione 3 ha subito un restyling grafico, è stata localizzata in altre lingue e contiene miglioramenti in sicurezza e funzioni.
La versione 3.5 include tra le novità più importanti il confronto realtime con l'OASIS, il database online della Tallemu: tutti i programmi scaricati e/o eseguiti saranno confrontati in real-time col database, per far sì che vengano rilevati eventuali virus o programmi fidati, che non causeranno l'apertura di popup di avviso da parte di Online Armor.